# Chrysler Turbine
El Chrysler Turbine Car es un cupé de dos puertas y capota rígida experimental impulsado por un motor turbina, fabricado por Chrysler entre 1963 y 1964. La carrocería fue construida por el estudio de diseño italiano Ghia y Chrysler completó el ensamblaje final en Detroit. Se fabricaron un total de 55 unidades: cinco prototipos y una serie limitada de 50 automóviles para un programa de usuarios públicos. Todos tienen una pintura metalizada característica llamada "bronce de turbina", aproximadamente del color de la zarzaparrilla. El automóvil fue diseñado por Elwood Engel y los estudios Chrysler, e incorporaba servofreno, dirección asistida y una transmisión TorqueFlite.
El Programa de motores de turbina Chrysler comenzó a finales de la década de 1930 y creó prototipos que completaron viajes de larga distancia en la década de 1950 y principios de la de 1960. Los motores A-831 que impulsaban el Turbine diseñado por Ghia podían funcionar con muchos combustibles, requerían menos mantenimiento y duraban más que los motores de pistón convencionales, aunque eran mucho más caros de producir.
Después de las pruebas, Chrysler llevó a cabo un programa de usuarios desde octubre de 1963 hasta enero de 1966 que involucró a 203 conductores en 133 ciudades de los Estados Unidos, en el que los coches acumularon un millón de millas circuladas (1,6 millones de km), lo que permitió a la compañía a determinar los problemas con los automóviles, en particular con su complicado procedimiento de arranque, aceleración relativamente poco brillante y una economía de combustible y niveles de ruido peores que los de los automóviles convencionales. La experiencia también reveló las ventajas de los motores de turbina, incluida su notable durabilidad, buen funcionamiento y requisitos de mantenimiento relativamente modestos.
Después de que el programa de usuarios terminó en 1966, Chrysler recuperó los automóviles y desguazó todos menos nueve; Chrysler mantuvo dos unidades, otros seis se exhiben en museos de los Estados Unidos y uno pertenece a una colección privada. El programa de motores de turbina de Chrysler terminó en 1979, en gran parte debido a que los motores no cumplían con las normas de regulación de emisiones del gobierno, su economía de combustible relativamente baja, y como condición establecida para recibir un préstamo del gobierno en 1979.

## Contexto automovilístico
Chrysler comenzó a investigar motores turbina para aplicaciones de aviación a finales de la década de 1930, trabajos dirigidos principalmente por el ingeniero ejecutivo George Huebner, quien después de la Segunda Guerra Mundial formó parte de un grupo de ingenieros que comenzó a explorar la idea de impulsar un automóvil con una turbina. Otros miembros del equipo de investigación secreto de Chrysler que trabajaban en turbinas para automóviles incluían a los ingenieros Bud Mann y Sam B. Williams. El concepto les fascinó, en gran parte porque los motores de turbina tienen menos partes móviles que un motor de pistones y pueden funcionar con una gran variedad de combustibles. Según el historiador Charles K. Hyde, a mediados de la década de 1950, Chrysler "lideró el camino en términos de investigación de turbinas de gas (aunque General Motors y Rover también construyeron automóviles de turbina operativos después de la Segunda Guerra Mundial).
Después de mejorar el diseño de su turbina, sobre todo mediante la ingeniería de un regenerador para resolver un problema con el intercambio de calor, los esfuerzos del equipo de Chrysler alcanzaron una madurez temprana cuando acoplaron una turbina a un Plymouth Belvedere de 1954, que por lo demás era un coche absolutamente estándar. La calefacción, la refrigeración, las emisiones y los gases de escape se encontraban entre los principales desafíos de ingeniería a los que se enfrentaba el motor de turbina. Chrysler probó el Belvedere y afirmó que su motor de turbina contenía un 20 % menos de piezas y pesaba 200 libras (91 kg) menos que los motores de pistón convencionales comparables. El 16 de junio de 1954, la compañía presentó públicamente el Belvedere impulsado por turbina en sus instalaciones de pruebas situadas en Chelsea (Míchigan), frente a más de 500 reporteros.
Chrysler presentó el 23 de marzo de 1956 su siguiente automóvil con motor de turbina, un Plymouth de 1956. Huebner lo condujo a lo largo de 3020 millas (4860,2 km) en un viaje de cuatro días de Nueva York a Los Ángeles. Aunque el automóvil fue seguido por un convoy con combustible y repuestos mecánicos formado por 14 personas, solo requirió dos reparaciones menores en el viaje (ninguna de las cuales estaba relacionada con el motor). El éxito del viaje de costa a costa llevó a Chrysler a duplicar el tamaño de su programa de turbinas y trasladarlo de la Factoría de Highland Park a una instalación más grande en Greenfield Road, en Detroit.
El programa comenzó a generar varias patentes en 1957, debido en gran parte a las contribuciones del metalúrgico Amedee Roy y del ingeniero Giovanni Savonuzzi. La siguiente versión del motor de turbina Chrysler (el motor de segunda generación) se colocó en un Plymouth de 1959, que promedió 19,4 millas por galón americano (8,2 km/L) en un viaje de Detroit a Woodbridge (Nueva Jersey). Este consumo fue sustancialmente más bajo que los 13 mpgAm (18,1 L/100 km) logrados con la turbina de primera generación en el viaje de 1956 de Nueva York a Los Ángeles.
Después de que Chrysler nombrara a Lynn Townsend como su nuevo presidente en 1961, la compañía presentó su motor de turbina de tercera generación el 28 de febrero;, el CR2A fue el primer motor de turbina de Chrysler en ser nombrado oficialmente. A diferencia de sus predecesores más experimentales, el CR2A fue diseñado teniendo en cuenta los costos y los métodos de producción. Mientras que el motor estaba en desarrollo en mayo de 1960, Huebner dijo que serviría como su propio convertidor de par, generaría 140 caballos (141,9 CV), tendría un lapso para iniciar la aceleración de 1,5 segundos (en comparación con los nueve segundos de su predecesor) y pesaría 150-450 lb (68,0-204,1 kg) menos que un motor de pistones de prestaciones similares.
Las turbinas de tercera generación se instalaron en una gran variedad de vehículos, incluido un camión Dodge de 1960 de 2,5 toneladas y el prototipo de automóvil Chrysler Turboflite. Las turbinas CR2A perfeccionadas se instalaron en un Dodge Dart y en un Plymouth Fury de 1962; el Dart fue conducido de la ciudad de Nueva York a Los Ángeles en diciembre de 1961, y el Fury completó un viaje de Los Ángeles a San Francisco en enero de 1962. Después de que Huebner llegó a Los Ángeles con el Dart, pasó dos horas dando paseos a los periodistas en el coche.
Chrysler había organizado una especie de "circo volante" con su flota de automóviles de turbina en coordinación con los concesionarios de América del Norte, Europa y México en febrero de 1962, visitando 90 ciudades, dando paseos a casi 14.000 personas y siendo visto por millones más. El programa de turbinas de tercera generación finalizó en el Salón del Automóvil de Chicago de 1962 de aquel mes, donde la compañía exhibió su flota impulsada por turbinas. Poco antes del espectáculo, Chrysler anunció un próximo motor de turbina de cuarta generación que planeaba instalar en una tirada limitada de 50 a 75 automóviles que se prestaría al público sin costo alguno a finales de 1963, una decisión lo que se debió en gran parte a la entusiasta respuesta del público a la gira.

## Motor

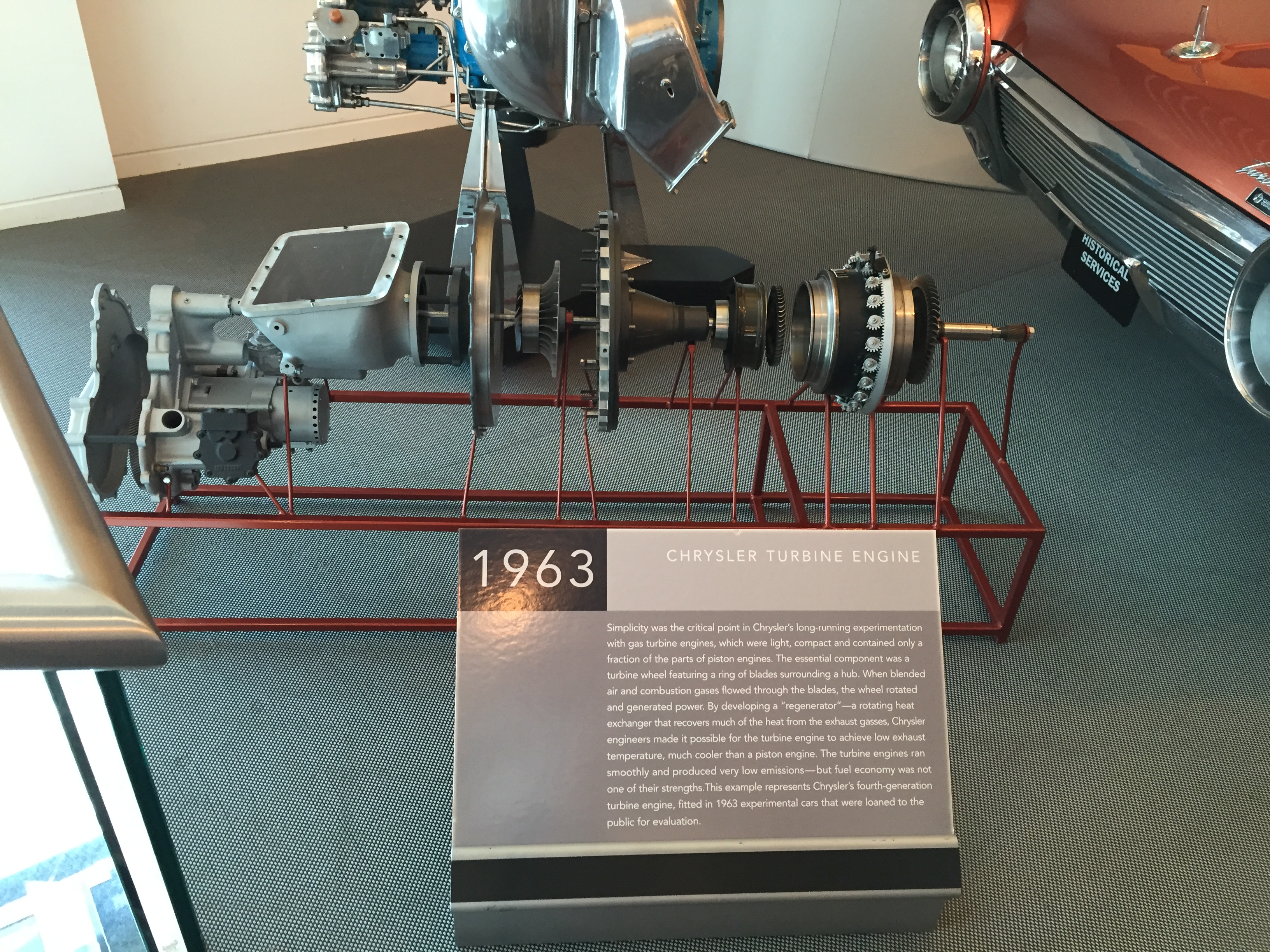
Vista detallada de un motor turbina A-831 seccionado en el Museo Walter P. Chrysler

El Chrysler Turbine estaba propulsado por el A-831, el motor de turbina de cuarta generación de Chrysler. La diferencia más notable con respecto a su predecesor, el CR2A, fue el uso de regeneradores gemelos (uno montado a cada lado del gasificador) en lugar de un único intercambiador de calor montado en la cubierta superior. Este diseño permitió al A-831 rebajar 40 libras (18,1 kg) del peso del CR2A, reduciéndolo a 410 lb (186 kg), un valor relativamente ligero. Huebner describió la turbina como similar a un motor de reacción, y señaló que solo tenía una bujía y aproximadamente un 80 % menos de piezas que un motor de pistón de automóvil típico. Debido a su construcción, los motores no requerían anticongelante; ni un sistema de enfriamiento; ni tampoco radiador, bielas o cigüeñal.
El A-831 podría operar con combustible diésel, gasolina sin plomo, queroseno y fuel de aviación JP-4. Sin embargo, el tetraetilo de plomo de las gasolinas con plomo dañaba el motor. Según Chrysler, podía quemar una gran variedad de combustibles inusuales, que iban desde fueloil y perfume hasta aceite de cacahuete y aceite de soja. El presidente mexicano Adolfo López Mateos hizo funcionar uno de los coches con tequila después de que los ingenieros de Chrysler confirmaran que podía hacerlo.
El motor rendía 130 HP (131,8 CV) a 36.000 rpm y 425 lb·pie (576,2 N·m) de par, con el ralentí entre 18.000 y 22.000 rpm. Al ralentí, los gases de escape no superaban los 180 grados Fahrenheit (82,2 °C). Cuando se conducía a 120 mph (193 km/h), la turbina funcionaba a su máximo de 60.000 rpm. El compresor del A-831 tenía una relación de compresión de 4:1 y una eficiencia del 80 %; y su combustor operaba con una eficiencia del 95 %.
En comparación con los motores de pistón convencionales, los motores de turbina generalmente requieren menos mantenimiento, duran más y arrancan más fácilmente en condiciones frías. Por ejemplo, el motor A-831 arrancó correctamente a temperaturas tan bajas como −20 grados Fahrenheit (−28,9 °C). El primer automóvil en recibir un A-831 fue un Plymouth Fury. Este automóvil de turbina construido por Ghia pasaba de 0 a 60 mph (96,6 km/h) en aproximadamente 12 segundos. Debido a los materiales especiales y las tolerancias estrictas necesarias para construir los motores y el método fundición por inversión con el que se fabricaron, los A-831 eran muy costosos de producir. De hecho, Chrysler nunca hizo público su costo real.

## Diseño
El Turbine fue diseñado en los estudios de Chrysler bajo la dirección de Elwood Engel, quien había trabajado para Ford Motor Company antes de trasladarse a Chrysler. Debido a su parecido con el Ford Thunderbird diseñado por Engel, el automóvil se denomina ocasionalmente "Englebird". Según Huebner, el diseño estaba destinado a competir con el Chevrolet Corvette además del Thunderbird.
Las carrocerías del automóvil fueron hechas a mano por el estudio de diseño italiano Ghia, que había construido varios prototipos para Chrysler (incluidas las limusinas Imperial y el Chrysler Norseman). Las carrocerías del Turbine, en su mayoría completas, que fueron ensambladas, pintadas y tapizadas por Ghia en Italia, y luego se enviaban a las instalaciones de turbinas de Chrysler Greenfield Road en Detroit para el ensamblaje final, que consistía en la instalación de los motores de turbina, transmisiones TorqueFlite, cableado eléctrico y componentes como radios y calentadores. La construcción de cada automóvil pudo haber costado del orden de 55.000 dólares (540000); Virgil Exner, Jr., estimó que las carrocerías costaron alrededor de 20.000 dólares (NaN), aunque Chrysler nunca reveló el costo de cada motor turbina.
Los primeros cinco coches se completaron a principios de 1962 como prototipos utilizados para la resolución de problemas. Cada uno era ligeramente diferente de los demás, variando en el color exterior, la tapicería interior y el material del techo. Los primeros problemas descubiertos a partir de los prototipos incluían el prolongado lapso necesario para comenzar a acelerar (atribuido en parte a las carrocerías relativamente pesadas construidas a mano) y vibraciones, que en última instancia se determinó que eran causadas por las bandas de rodadura de los neumáticos y que se notaban debido a la suavidad inusual del motor de turbina.
Se construyeron un total de 50 Turbine idénticos entre octubre de 1963 y octubre de 1964. Todos eran cupés de dos puertas con capota rígida, con servofreno de aire sobre aceite y dirección asistida. Los coches tenían suspensión independiente con un muelle helicoidal en cada rueda delantera, evitando el sistema de barras de torsión longitudinales delantero independiente estándar de los Chrysler de la época, aunque su suspensión trasera utilizaba ballestas como el resto de modelos de la compañía disponibles en el mercado. Las cuatro ruedas estaban equipadas con frenos de tambor asistidos.

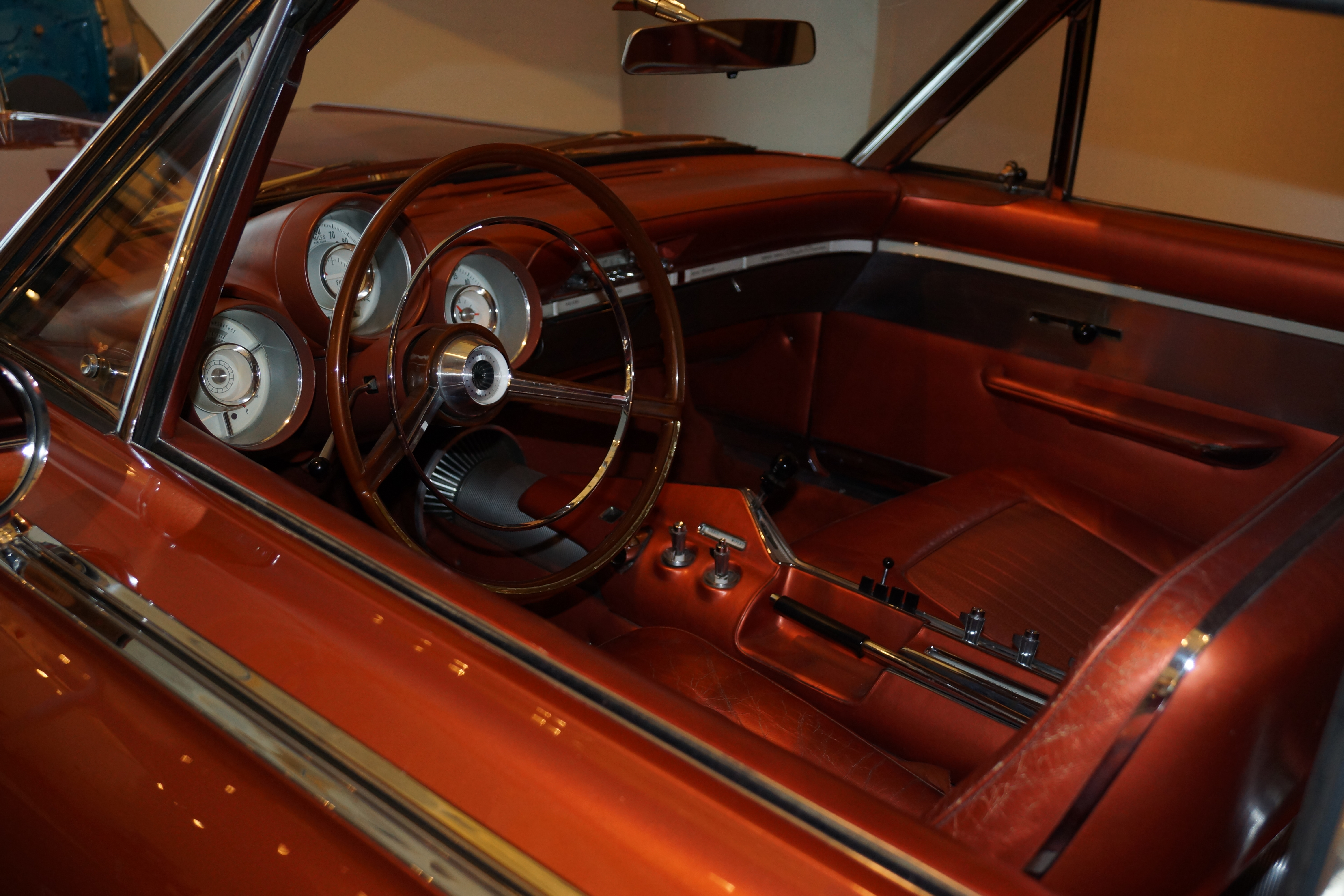
Interior del Chrysler Turbine

La carrocería del automóvil estaba acabada con una pintura metálica de color zarzaparrilla conocida como "bronce de turbina". Sus faros delanteros, luces traseras profundamente empotradas, señales de giro y luces traseras en forma de vaina estaban montadas sobre marcos cromados. El estilo inspirado en las turbinas se trasladó al diseño de la consola central, con tapicería de cuero de color bronce, alfombras de pelo largo también de color bronce y detalles de aluminio pulido. Los automóviles tenían techo rígido revestido de vinilo negro, asientos individuales tapizados en cuero para los pasajeros delanteros y traseros y neumáticos de banda blanca.
El panel de instrumentos del Turbine Car estaba dominado por tres grandes indicadores: un velocímetro, un tacómetro y un pirómetro. Este último indicaba la temperatura de la entrada de la turbina (el componente más caliente del motor). Su aspecto es muy parecido a los relojes de un vehículo convencional, aunque el tacómetro y el pirómetro mostraban valores máximos mucho más altos en comparación con los coches con motor de pistón: 46.000 rpm y 1700 grados Fahrenheit (926,7 °C), respectivamente. Los 55 coches de turbina tenían llaves de arranque idénticas.

## Programa para usuarios

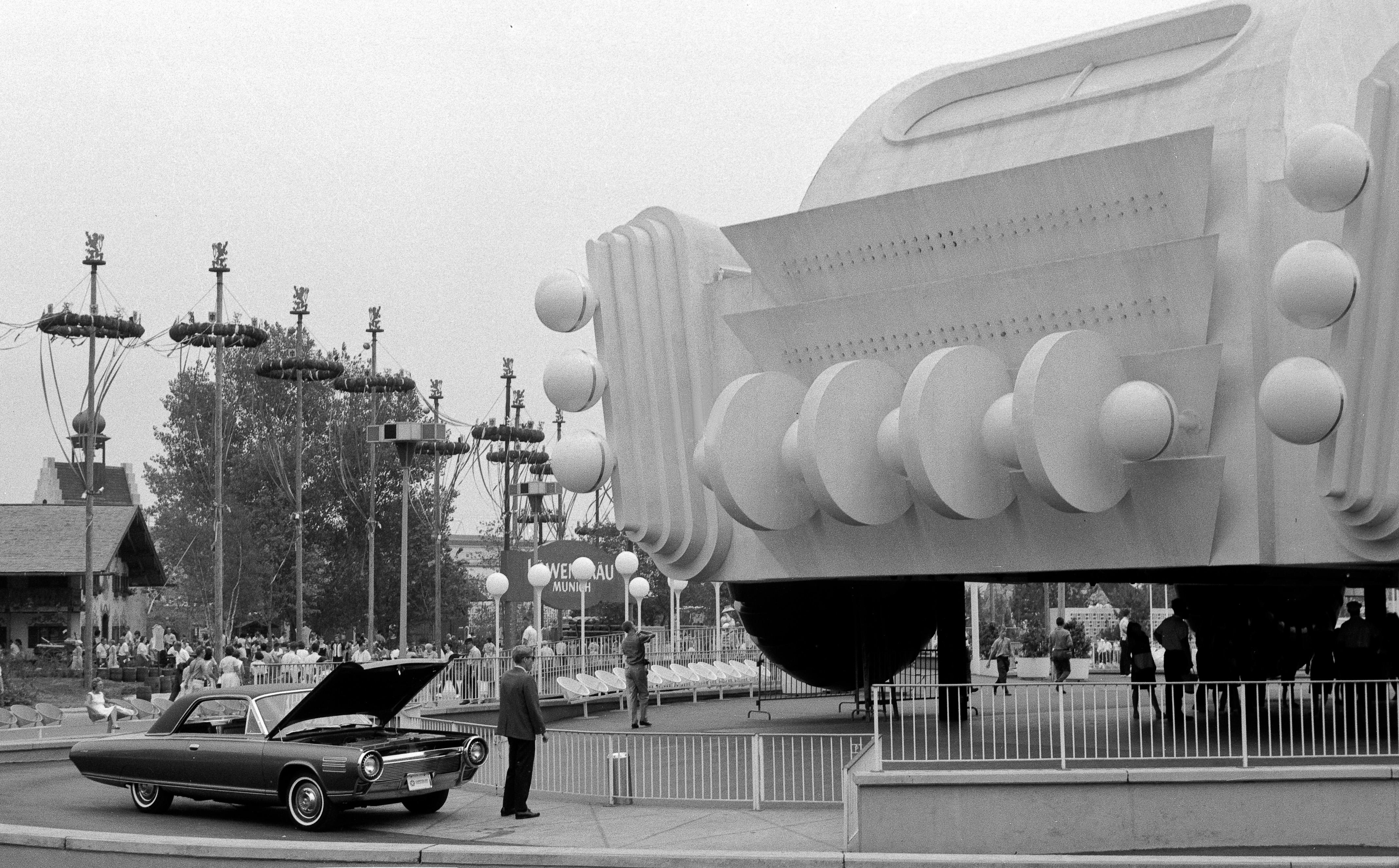
Chrysler Turbine en la Feria Mundial de Nueva York de 1964

Dos de los coches dieron paseos a los visitantes de la Feria Mundial de Nueva York de 1964 y otro realizó una gira mundial; 50 se prestaron al público en general como parte de un programa de promoción entre los usuarios. Los automóviles fueron entregados a los conductores por un período de tres meses sin cargo, aparte de los costos de combustible. Los participantes en el programa también se comprometían a realizar entrevistas detalladas realizadas por Chrysler dentro de las dos semanas posteriores a la devolución de sus coches. Durante el programa para usuarios, que se desarrolló desde octubre de 1963 hasta enero de 1966, el tiempo no operativo de los automóviles se redujo del cuatro por ciento inicial al uno por ciento al finalizar.
Esta actividad contribuyó a identificar distintos de problemas, incluido el mal funcionamiento del motor de arranque a grandes altitudes, la dificultad para dominar el inusual procedimiento de arranque de ocho pasos (que en el caso de algunos usuarios se tradujo en daños al motor), y la aceleración relativamente poco brillante. No obstante, los motores de turbina eran notablemente duraderos en comparación con los motores de pistón contemporáneos. Las ventajas más citadas del motor de turbina, según las entrevistas de los participantes, fueron su funcionamiento suave y sin vibraciones, requisitos de mantenimiento reducidos y facilidad de arranque en diferentes condiciones; las quejas más comunes se referían a su aceleración lenta, economía de combustible por debajo del promedio y nivel de ruido relativamente alto. Al investigar la última queja, Chrysler descubrió que el sonido distintivo de la turbina del automóvil (que recuerda a un motor a reacción) era recibido positivamente por aproximadamente el 60% de los conductores que participaron en el programa de usuarios y desagradó a aproximadamente el 20%.
Los coches tenían etiquetas de aviso llamativas que advertían a los conductores que evitaran usar gasolina con plomo porque dejaba depósitos debilitantes en el motor; aunque podía funcionar con combustible sin plomo. Esta circunstancia hizo que Chrysler tuviera que recomendar que se evitara el uso del combustible que era más común y fácil de obtener por entonces. Los combustibles comúnmente utilizados por quienes participaron en el programa incluían el gasoil y aceite de cocina doméstico.
Se acumularon más de 1 millón de millas (1,6 millones de km) en las pruebas de los 50 automóviles entregados al público, que fueron conducidos por 203 usuarios antes de que finalizara el programa en enero de 1966. Los usuarios vivían en 133 ciudades de los 48 estados contiguos y de Washington D. C.; 180 eran hombres y 23 mujeres, sus edades oscilaban entre los 21 y los 70 años, y el 60% eran propietarios de vehículos Chrysler.

## Legado

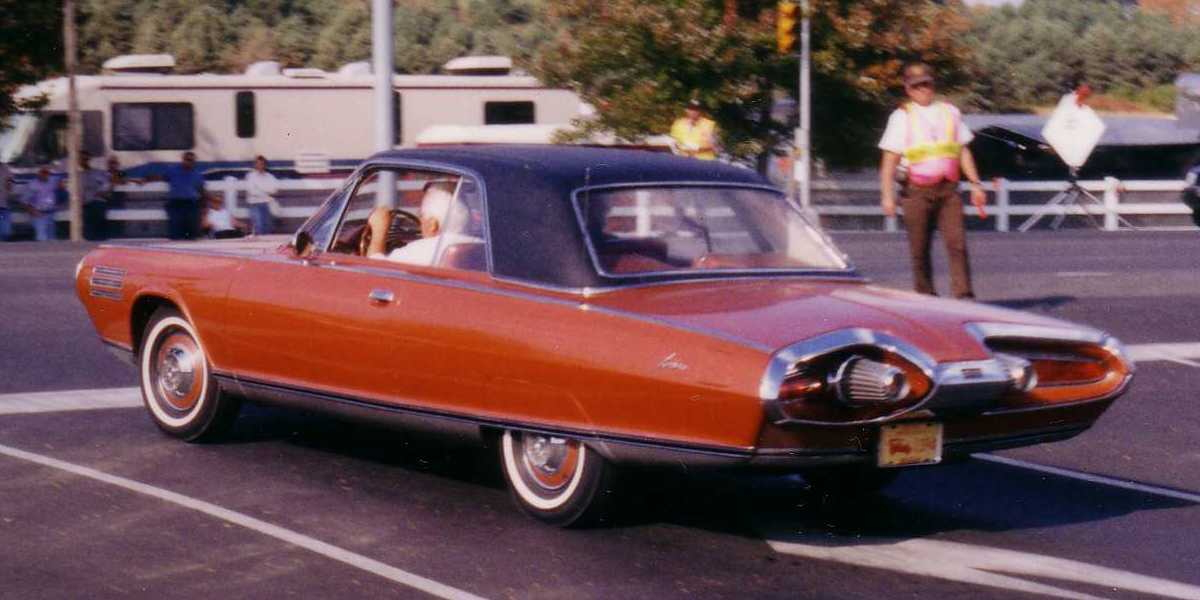
Chrysler Turbine en la Muestra del Antique Automobile Club of America en Hershey, Pensilvania (1999)

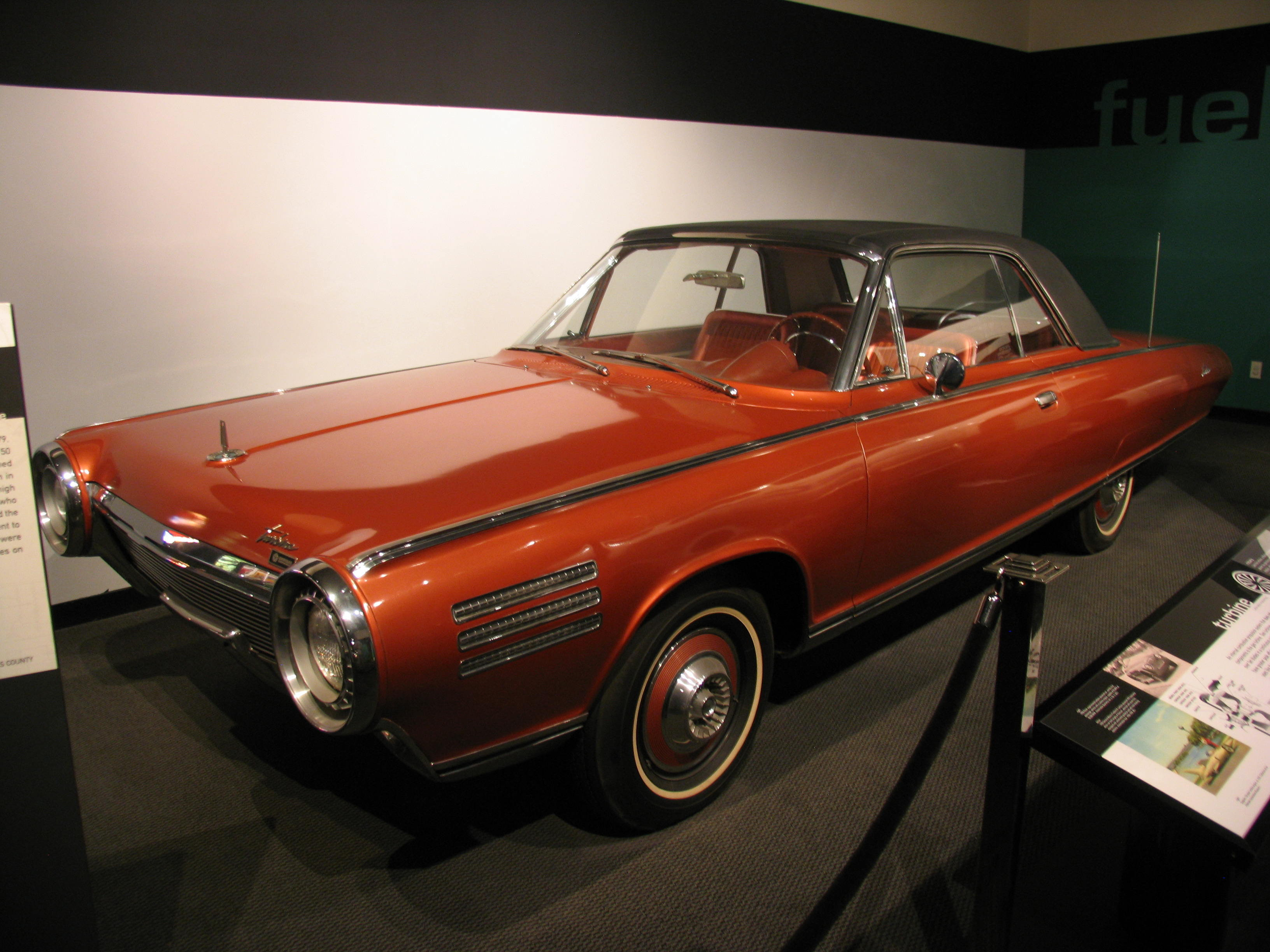
Chrysler Turbine en el Petersen Automotive Museum de Los Ángeles

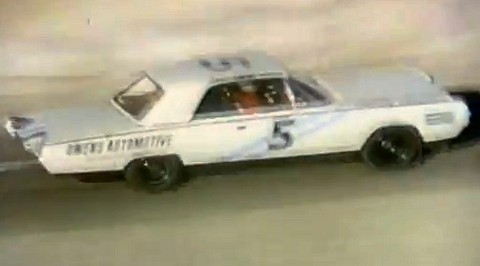
Aparición de un Chrysler Turbine en la película de 1964 Los impetuosos

En abril de 1966, el vicepresidente de planificación y desarrollo de productos, Harry E. Chesebrough, señaló que los 50 coches de prueba se retirarían de las carreteras independientemente de si el Chrysler Turbine llegase a producirse en serie o no. Chrysler desguazó 46 de los vehículos después de que terminó el programa de usuarios y otras exhibiciones públicas. Cuarenta y cinco de fueron quemados y aplastados en un desguace del sur de Detroit, y el otro fue destruido en el Chelsea Proving Grounds de Chrysler. Una explicación ampliamente difundida es que los automóviles fueron destruidos para evitar un arancel sustancial sobre las carrocerías Ghia importadas, aunque el especialista Steve Lehto afirma que esta idea ha sido "desacreditada en gran medida". La destrucción de los coches estuvo en línea con la práctica de la industria automotriz de no vender al público ni prototipos ni coches que no fuesen de producción en serie. Según Lehto, la decisión estuvo influida por cuestiones de relaciones públicas de Chrysler: la dificultad potencial de mantener los coches en funcionamiento y los temores de que los propietarios reemplazaran las turbinas por motores de pistón. Un ejecutivo de Chrysler fue citado en la revista Look declarando que: "Nuestro objetivo principal es la investigación, y no queríamos que las turbinas se incluyeran en lotes de coches usados". Una práctica similar fue utilizada más tarde por General Motors con su EV1 cuando finalizó el programa y destruyó la mayoría de los vehículos en 2003.
El desarrollo de motores de turbina de Chrysler continuó desde finales de la década de 1960 hasta la década de 1970, lo que resultó en la creación de los motores de quinta y sexta generación. Las turbinas finalmente no cumplieron con los estándares de emisiones del gobierno y tuvieron un economía de combustible relativamente pobre, a pesar de los primeros resultados prometedores y a un contrato de 6,4 millones de dólares con la Agencia de Protección Ambiental. Según Charles K. Hyde, el esfuerzo de la empresa por ampliar y diversificar su programa de turbinas no tuvo éxito y dispersó aún más su "grupo de talentos ejecutivos, que ya era escaso". Un informe del Departamento de Comercio de octubre de 1967 concluyó que el motor de turbina "no era adecuado para los automóviles".
A pesar de todo, se continuó con el desarrollo de las turbinas de automóviles, en parte porque los gases de escape de las turbinas contienen menos hidrocarburos sin quemar y concentraciones más bajas de otros contaminantes. En marzo de 1971, la Williams Research Corporation todavía continuó desarrollando un motor de turbina con fondos de la Administración Nacional de Control de la Contaminación del Aire. El desarrollo del motor de turbina de Chrysler continuó hasta mediados de la década de 1970, con versiones compactas posteriores de los motores que se instalaron en el Dodge Aspen. Sin embargo, el programa y el motor de séptima generación se suspendieron en 1979 como requisito de la "Ley de Garantía de Préstamos de Chrysler Corporation de 1979", y también debido a su incapacidad para alcanzar los objetivos de ahorro de combustible.
Un Chrysler Turbine aparecía en la película de 1964 Los impetuosos, pintado de blanco con bandas de competición Cunningham azules. Fue el único Turbine Car que no estaba pintado de color bronce.
Se han conservado nueve ejemplares del Chrysler Turbine. Tres fueron retenidos inicialmente por Chrysler, dos de los cuales todavía posee; seis están en exhibición en museos de los Estados Unidos; y uno es propiedad de un coleccionista privado. Chrysler ha exhibido uno de sus coches en el Museo Walter P. Chrysler en Auburn Hills. Cinco de los seis coches actualmente en exhibición en el museo fueron donados al Museo Histórico de Detroit; al Museo Henry Ford en Dearborn (Míchigan); al Museo del Transporte en Kirkwood (Misuri); al Museo Automovilístico Petersen de Los Ángeles; y al Instituto Smithsoniano en Washington D. C. En 2005, el Museo Histórico de Detroit prestó su automóvil, que había estado almacenado, al Museo de Coches Gilmore en Hickory Corners (Míchigan). A todos los automóviles donados a museos se les quitaron los ensamblajes de los álabes para dejar los motores inoperativos, aunque el ejemplar propiedad del Museo del Transporte se restauró y volvió a funcionar en la década de 1980, lo que le permitió aparecer en exhibiciones de coches.
El sexto Chrysler Turbine en exhibición en el museo es propiedad de Colección de Automóviles Stahls del Municipio de Chesterfield (Míchigan), desde que fue adquirido en una subasta en marzo de 2021. Este automóvil fue originalmente donado a la antigua Colección Harrah en Reno (Nevada), luego comprado por el fundador de Domino's Pizza, Tom Monaghan, y luego vendido a Frank Kleptz de Fort Wayne. El único otro Turbine Car que ha sido de propiedad privada se encuentra actualmente en la colección del comediante y presentador de televisión Jay Leno, quien compró uno de los tres coches originalmente retenidos por Chrysler en 2009. El auto de Leno apareció en el programa de televisión de la BBC James May's Cars of the People. Tanto su automóvil como el automóvil que ahora es propiedad de Stahls Automotive Collection están operativos.

### Ubicaciones de los vehículos preservados

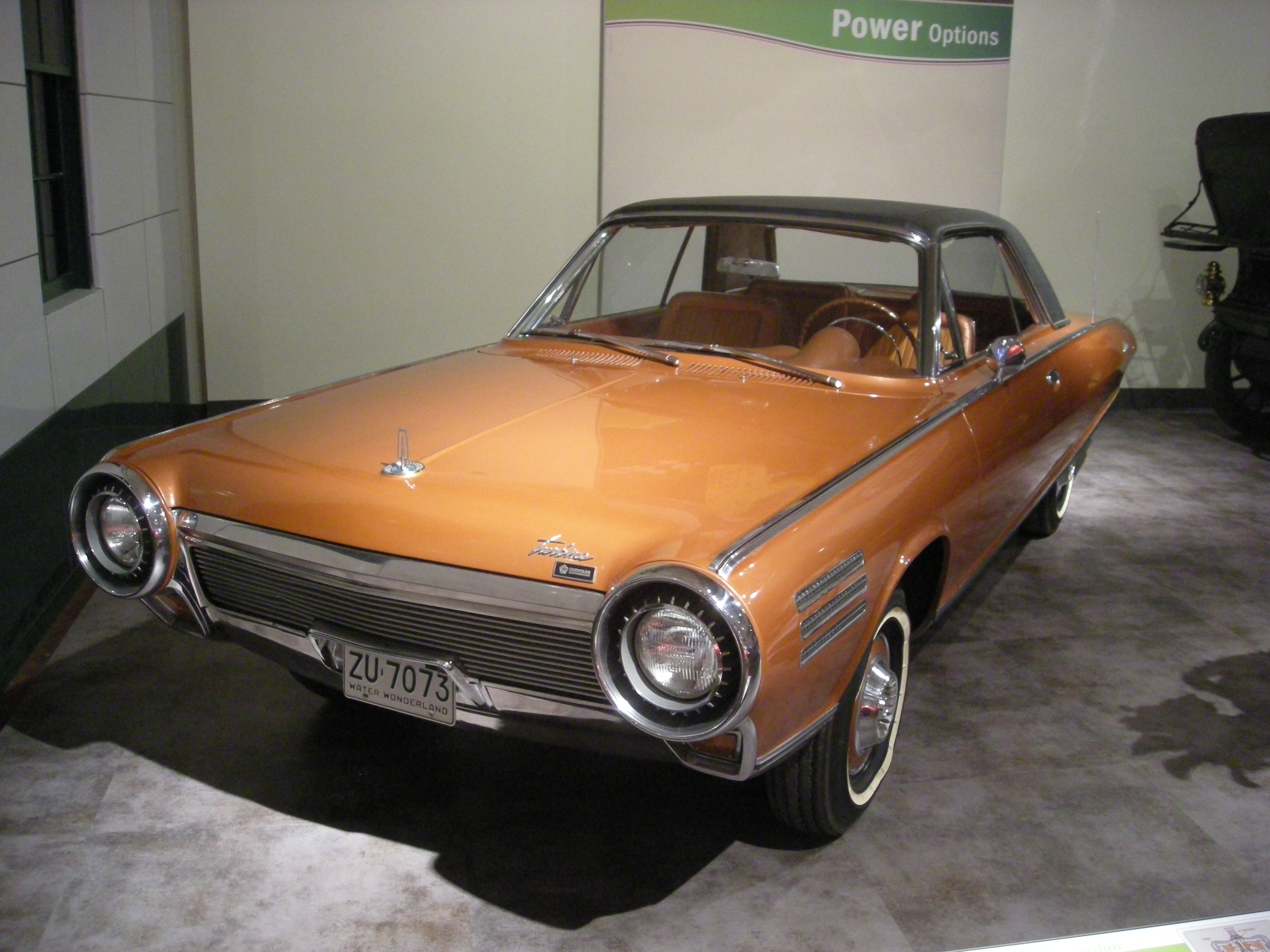
Chrysler Turbine en el Museo Henry Ford de Dearborn, Míchigan

- N.º 991211: Museo del Transporte, Kirkwood, Misuri[64]
- # 991225: Museo Histórico de Detroit, Detroit, Míchigan[64][97]
- # 991230: Museo Walter P. Chrysler, Auburn Hills, Míchigan[64]
- #991231: Colección de Automóviles Stahls en Chesterfield, Míchigan[92][93] (anteriormente en la colección privada de Frank Kleptz en Indiana[64])
- #991234: Museo Henry Ford, Dearborn, Míchigan[64]
- #991242: colección privada de Jay Leno en California[91] (anteriormente en el Museo Walter P. Chrysler, Auburn Hills, Míchigan[64])
- # 991244: Museo Automotriz Petersen, Los Ángeles, California[64]
- # 991245: Instituto Smithsoniano, Washington D. C.[64]
- #991247: Museo Walter P. Chrysler, Auburn Hills, Míchigan[64]

## Otros prototipos de turbinas de gas
- EcoJet concept car
- Fiat Turbina
- General Motors Firebird
- Jaguar C-X75
- Renault Étoile Filante
- Rover JET1
- Rover-BRM
- Toyota GTV